# Hugh "Skoll" Mingay
Hugh Stephen James Mingay (n. 12 de dezembro de 1974) é um baixista norueguês. Entre 1994 e 1998 fez parte da banda Ulver. O seu último projecto foi a banda Arcturus (banda), que terminou em 2007.  

## Discografia

### Ulver
- 1994 - Bergtatt - Et Eeventyr I 5 Capitler
- 1995 - Kveldssanger
- 1996 - Nattens Madrigal - Aatte Hymne Til Ulven I Manden
- 1998 - Themes From William Blake's The Marriage Of Heaven & Hell

### Arcturus
- 1996 - Aspera Hiems Symfonia
- 1997 - Reconstellation
- 1997 - La Masquerade Infernale
- 1999 - Disguised Masters
- 2005 - Sideshow Symphonies [2]
- 2006 - Shipwrecked In Oslo